# Kinki
Kinki (近畿地方 (Cận Kỳ Địa phương)/ きんきちほう Kinki-chihō, nghĩa đen là khu vực gần kinh đô) là một trong chín vùng địa lý của Nhật Bản. Vùng này nằm ở khu vực Trung Tây của đảo Honshu. Từ xưa đây vẫn là một trung tâm chính trị, kinh tế, văn hóa của Nhật Bản vì đây có Kyoto, cố đô của triều đình Nhật Bản. Vùng này bao gồm bảy tỉnh: Nara, Wakayama, Mie, Kyoto, Osaka, Hyogo, và Shiga.

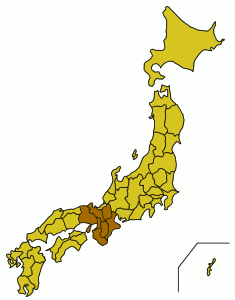
Vùng Kinki trên bản đồ hành chính Nhật Bản

Vùng này cũng còn gọi là Kansai (Quan Tây, tức là phía tây cửa ải), chỉ khác là Kansai không gồm tỉnh Mie.